# Hugh Fraser
Hugh Fraser (London, 1945. október 23. –) brit filmszínész, zeneszerző, zenész, színházrendező. Ismert filmszerepe Arthur Hastings kapitány az Agatha Christie: Poirot  c. televíziós krimisorozatban.

## Élete

### Tanulmányai
1945-ben Londonban született, de a „tipikus angol vidék”-nek tartott Midlandsben nőtt fel. Színészmesterséget tanult a londoni Webber Douglas Academy of Dramatic Art színiakadémián és a London Academy of Music and Dramatic Art, az utóbbin zenei talmányokat is folytatott. 1966-ban névtelen katonaként szerepelt a Ki vagy, doki? egyik epizódjában (The Smugglers 4.)

### Zenészi pályája
Az 1970-es évek elején a Telltale folkzenei együttes tagjaként társaival, Hugh Portnow-val és Tim Thomas-szal közösen megírta a Rainbow című televíziós gyermekműsor-sorozat főcímzenéjét. A Rainbow sorozat adásait húsz éven át, 1972–1992 között hetente kétszer sugározták a brit ITV-ben, nagy sikerrel. A műsor első évaidaiban Fraser és együttese többször fel is lépett zenei betétszámokkal. A főcímzenét 1973-ban a Music for Pleasure kiadó lemezen is megjelentette.

### Színészi, rendezői pályája
1977-ben mellékszerepet (Montfleury) kapott A vasálarcos férfi c. kalandfilmben. Filmszínészként első nagyobb sikerét Anthony Eden miniszterelnök szerepében aratta, az Edward és Mrs. Simpson című, 1978-ban készült televíziós sorozatban, ahol VIII. Eduárd királyt Edward Fox, Wallis Simpsont Cynthia Harris alakította. Ennek nyomán gyakran hívták olyan filmekhez, ahol a felsőbb osztályokhoz tartozó, arisztokratikus úriembereket, főnemeseket kellett megformálni. Ebbe a sorba illett Mr Talman szerepe, Peter Greenaway 1982-es abszurd filmjében, A rajzoló szerződésében. Az 1982-es Tűzróka c. angol-amerikai akciófilmben szovjet rendőrtisztet játszott, Clint Eastwood egyik ellenlábasát. 1985-ben szerepelt a BBC A sötétség pereme c. thriller-sorozatában.
Legismertebb filmszerepét az 1989–2013 között forgatott Agatha Christie: Poirot c. brit televíziós sorozatban játszotta. Állandó szerepet kapott: Arthur Hastings kapitányt, Hercule Poirot (David Suchet) állandó társát és segítőjét alakította a sorozat 43 epizódjában. A sorozat sikere nemzetközi ismertséget hozott számára. A magyar változatokban Szacsvay László és Barbinek Péter szinkronhangján szólalt meg.
Színházban is fellépett. 1979-ben a Royal Shakespeare Company társulatával Claudiót játszotta a Sok hűhó semmiért-ben. Színpadi rendezőként is dolgozott. 2007 januárjában a londoni East End-i Wilton’s Music Hall-ban rendezte Csehov Ványa bácsiját, David Mamet átdolgozásában, Jelena szerepében Rachael Stirlinggel. Az előadás jó kritikákat kapott.
1994–2006 között a Sharpe kalandfilm-sorozat epizódjaiban Arthur Wellesley-t, Wellington hercegét alakította (David Troughton helyére lépve). Közben brit televíziós sorozatban is szerepelt. Kisebb mozifilm-szerepeket kapott 1992-ben, A rózsaszín párduc átka-ban (Dr. Arno Stang), a Férfias játékok-ban (Watkins), Sean Bean mellett, akivel a Sharpe sorozatban is együtt szerepelt. 1996-ban a 101 kiskutya Frederick-je volt, Bácskai János magyar hangjával.
Hangja rendszeresen hallható (angol nyelvű) rádiójátékokban, és a Poirot-sorozat hangoskönyveinek felvételein is. A 2000-es évek eleje óta tanít a Royal Academy of Dramatic Art színiakadémián, és tagja a Shakespeare-előadókat meghallgató, vizsgáztató bizottságnak.

### Irodalmi munkássága
2015-ben kiadta első regényét, a Harm-ot, 2016-ban a másodikat, a Threat-et.

### Családja
1988-ban nősült, felesége Belinda Lang színésznő (*1953), egy leányuk van (Lily).

## Főbb filmszerepei
- 1977: A vasálarcos férfi (The Man in the Iron Mask) – Montfleury)
- 1978: Edward és Mrs. Simpson (Edward & Mrs. Simpson) – Anthony Eden miniszterelnök
- 1982: A rajzoló szerződése (The Draughtsman′s Contract) – Mr Talman
- 1983: A rózsaszín párduc átka (Curse of the Pink Panther) – Dr. Arno Stang
- 1985: A sötétség pereme (Edge of Darkness) – Bennett
- 1988: Hasfelmetsző Jack (Jack the Ripper), tévésorozat – Sir Charles Warren
- 1992: Férfias játékok (Patriot Games)  – Watkins
- 1996: 101 kiskutya (101 Dalmatians) – Frederick
- 1989–2013: Agatha Christie: Poirot (Agatha Christie’s Poirot) – Hastings kapitány
- 1994–2006: Sharpe-sorozat – Wellington hercege
- 2001: Az elveszett zászlóalj (The Lost Battalion) – DeCoppet tábornok
- 2004: Sikamlós szállítmány (The Baby Juice Express) – Arthur Burnett lovag
- 2004: Az Alan Clark-naplók (The Alan Clark Diaries), tévésorozat – Tristan Garel-Jones
- 2006: A nagy Charles de Gaulle (Le grand Charles) – McMillan miniszterelnök
- 2014: Kristálykoponyák (Crystal Skulls)  – idős John